# DeWayne Lee Harris
DeWayne Lee Harris (nacido en 1963), también conocido como El asesino de la jungla de Seattle o Chilly Willy, pero sobre todo como El degollador de los zapatos de cordón de Seattle, es un asesino en serie estadounidense responsable de los asesinatos de tres mujeres en Seattle entre 1997 y 1998, deshaciéndose de sus cuerpos cerca de autopistas. Mientras se encontraba encarcelado por un cargo de robo, confesó los asesinatos y posteriormente fue sentenciado a 94 años en prisión.

## Asesinatos
La primera víctima fue Denise Marie Harris, de 42 años (sin relación), a quien DeWayne conoció en First Avenue, en el centro de Seattle. En compañía de un cómplice no identificado, estrangularon a Denise con un cinturón, le quitaron parte de la ropa y luego ataron sus manos y tobillos con cordones para zapatos; también le introdujeron un sostén en la boca. Por último, abandonaron el cuerpo en la “Jungla”, un predio infrautilizado debajo de las autopistas Interestatal 5 e Interestatal 90. El cuerpo de Denise fue descubierto el 12 de septiembre por un transeúnte que deambulaba por la zona.
Poco después, Harris detuvo a Antoinette Jones, de 33 años; la acusó de haberle robado drogas y luego procedió a estrangularla con un cinturón de cuero. Al igual que con Denise, Harris le ató las muñecas y tobillos con cordones para zapatos, además de enrollar su cuello con otro cordón. El cuerpo de Jones fue abandonado en la Jungla, donde sus restos óseos fueron descubiertos el 1 de febrero de 1998, casi a 800 metros de donde se encontró el cuerpo de Denise Harris. Investigaciones forenses demostraron que el cuerpo había estado en el lugar por al menos tres meses.
La última víctima fue Olivia Smith, de 25 años, aunque se desconoce la fecha de muerte exacta. Luego de recogerla de un edificio de apartamentos en Airport Way South, Harris y Smith entablaron una violenta discusión sobre intercambio de drogas por sexo, después del cual Harris tomó un cuchillo y la apuñaló repetidas veces y le cortó la garganta. Harris dejó el cuerpo en el lugar, donde fue descubierto en el hueco de la escalera el 10 de enero de 1998.

## Arresto, juicio y encarcelamiento
Algún tiempo después de los asesinatos, Harris fue encarcelado por un cargo de robo no relacionado. Alrededor de abril de 1998, mientras se encontraba en prisión, llamó por teléfono a un detective y le dijo que podía guiarle hasta el asesino. Más adelante fue confrontado y confesó los asesinatos de tres prostitutas, afirmando que era su “pasatiempo” y que sentía cierta emoción al hacerlo. Poco tiempo después de su confesión, fue acusado de los tres asesinatos, siendo detenido en la cárcel del condado de King con una fianza de 5 millones de dólares.
En el juicio, Harris, amarrado a una silla de contención debido a su comportamiento revoltoso, fue descrito como un depredador astuto y manipulador que se aprovechaba de mujeres vulnerables. Según su abogado, John Hicks, la única razón que tuvo para confesar era porque “quería que Seattle supiera que había un asesino en serie”. Harris fue declarado culpable de todos los cargos en diciembre de 1998, recibiendo una sentencia de 94 años en prisión al mes siguiente. Para sorpresa de la sala, Harris, al escuchar el veredicto, echó su cabeza hacia atrás y comenzó a reír. En sus últimas palabras ante la corte, Harris le dijo a la jueza del Tribunal Superior del condado de King, Marsha Pechman, que había más personas como él fuera, y que nadie estaba seguro, ni siquiera en sus casas o apartamentos. También agregó que no había verdadera justicia, pues él seguía vivo, y que tenía ciertos privilegios en prisión. Además, expresó que espera el perdón de las familias de las víctimas. Tras ser escoltado fuera de la sala, profirió insultos contra el jurado que los condenó. Aunque originalmente Harris cumpliría su sentencia en el Centro de Correcciones de la Bahía de Clallam, actualmente la cumple en el Centro de Correcciones de Stafford Creek.
Durante una entrevista, Harris afirmó haber cometido otros 32 asesinatos.

## En la cultura popular
Los asesinatos cometidos por DeWayne Lee Harris y las investigaciones relacionadas fueron adaptadas en el primer episodio de Real Detective, un docudrama canadiense.
Harris también apareció en la primera temporada, episodio dos de "American Detective", una serie documental que aparece en Discovery +.

Harris es entrevistado en el podcast "Unforbidden Truth" del 26 de enero de 2021.